# 斉唱
斉唱（せいしょう、英語: unison）とは、西洋音楽で用いられる用語で、複数の人が同じ旋律を歌うことをいう。伴奏を伴う場合を含む。これに対し、一人だけが歌う場合を独唱、複数の人がそれぞれ1人ずつ別のパートを歌うことを重唱、複数のパートをそれぞれ複数の人が歌う場合を合唱という。オクターブが異なる場合でも、同じ音を出していれば斉唱とみなされる（女声と男声で同じ音を歌うときなど）。
なお、器楽の場合は斉奏（せいそう）という。
式典などで見られる「国歌斉唱」という表現が耳に馴染んでいるため、歌手などが1人で歌う場合にも「国歌斉唱」という誤用表現が使われてしまうケースがある。